# 第一世界问题
第一世界问题（英語：First World problems）是第一世界国家问题的非正式表述，一般是指人们在没有更紧迫的问题时才抱怨的问题。 虽然它被视为谬误列表的内容之一，但这个词如今也被许多人用来表达他们对没有别的问题来抱怨、以全世界的视角来重新审视到自己问题的感恩之情。 该表述一般用以缓解对方对琐碎问题的抱怨、让抱怨者感到惭愧，也可用来揶揄第一世界文化， 或用作幽默的自嘲。 

## 历史
第一世界问题一词最早出现在1979年的佩恩的作品《建筑环境》，但在2005年开始才作为网络模因在以推特为首的社交网站获得广泛认识（例如它的主题标签一度非常热门）。   2012年，联合国儿童基金会在新西兰进行的第一世界问题的一项调查显示，“网速太慢”是最常见的第一世界问题。 该短语于2012年11月被添加到牛津在线词典，并于2012年12月被添加到在线麦考瑞字典。
模仿艺术家“怪人奥尔”扬科维奇在他2014年的专辑《Mandatory Fun》中发行了一首歌曲《First World Problems》（中文译名：第一世界问题）。该专辑获得了第 57 届格莱美最佳喜剧专辑奖。 

## 典型例子
被引用为第一世界问题的事情包括：
- 网速慢[7]
- 手机信号差[7]
- 手机电量耗尽（低电量焦虑） [11]
- 电视遥控器坏了[7]
- 找不到AirPods 了（关于 AirPods 最常见的抱怨）。苹果公司试图通过在 2017 年推出“查找我的 AirPods”应用程序来缓解这个问题。 [12]
- 在商店中找不到商品[7]
- 发型太难看[7]
- 水果难吃[7]